# Eurybia surculosa
Eurybia surculosa là một loài thực vật có hoa trong họ Cúc. Loài này được (Michx.) G.L.Nesom mô tả khoa học đầu tiên năm 1995.